# Villanueva de Teba
Villanueva de Teba é um município da Espanha na província de Burgos, comunidade autónoma de Castela e Leão, de área 5,99 km² com população de 57 habitantes (2004) e densidade populacional de 9,52 hab/km².

## Demografia
| Variação demográfica do município entre 1991 e 2004 | Variação demográfica do município entre 1991 e 2004 | Variação demográfica do município entre 1991 e 2004 | Variação demográfica do município entre 1991 e 2004 |
| --------------------------------------------------- | --------------------------------------------------- | --------------------------------------------------- | --------------------------------------------------- |
| 1991                                                | 1996                                                | 2001                                                | 2004                                                |
| 71                                                  | 78                                                  | 67                                                  | 57                                                  |